# そごう八王子店

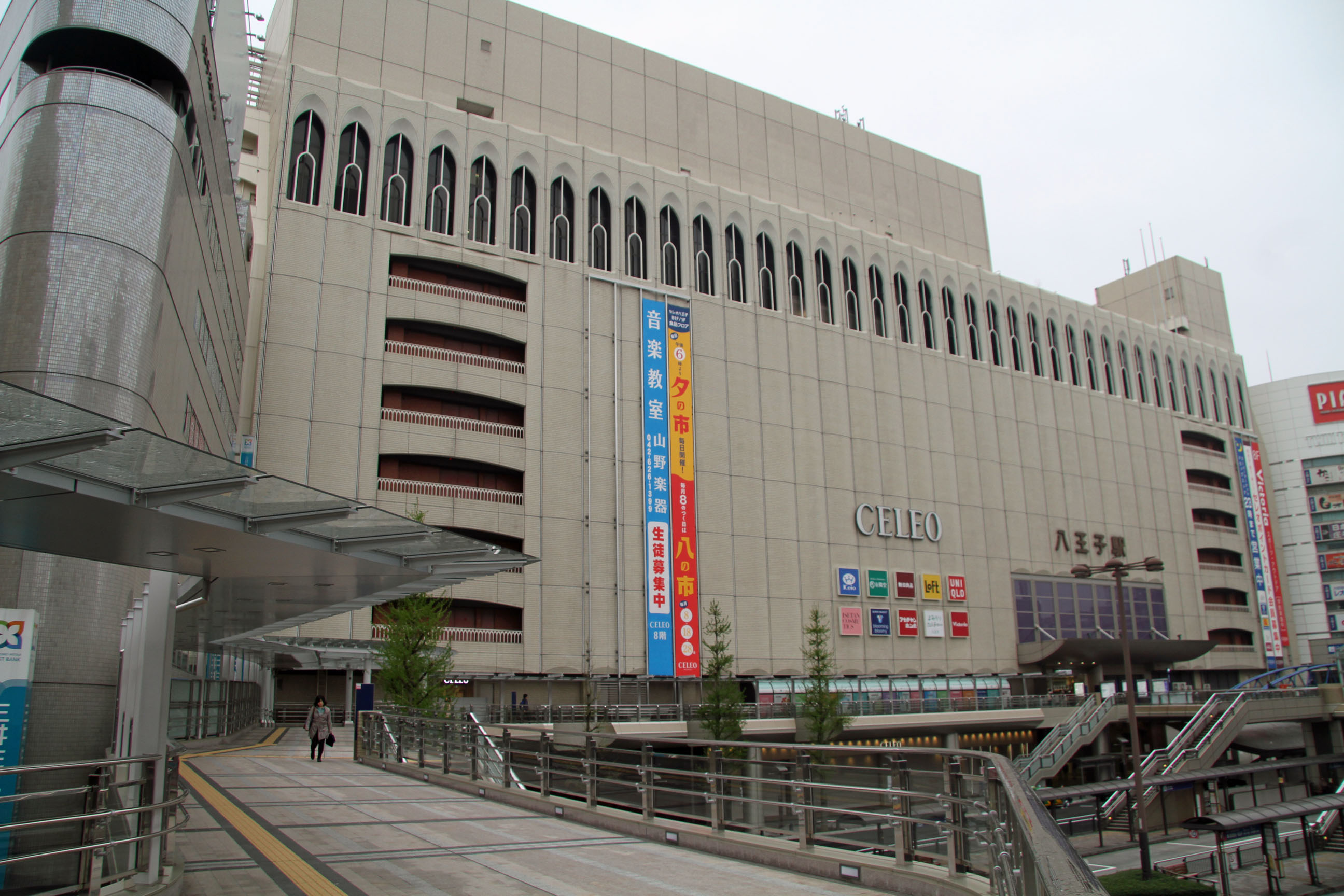
そごう八王子店閉店後、セレオ八王子北館となった八王子ターミナルビル（2014年）

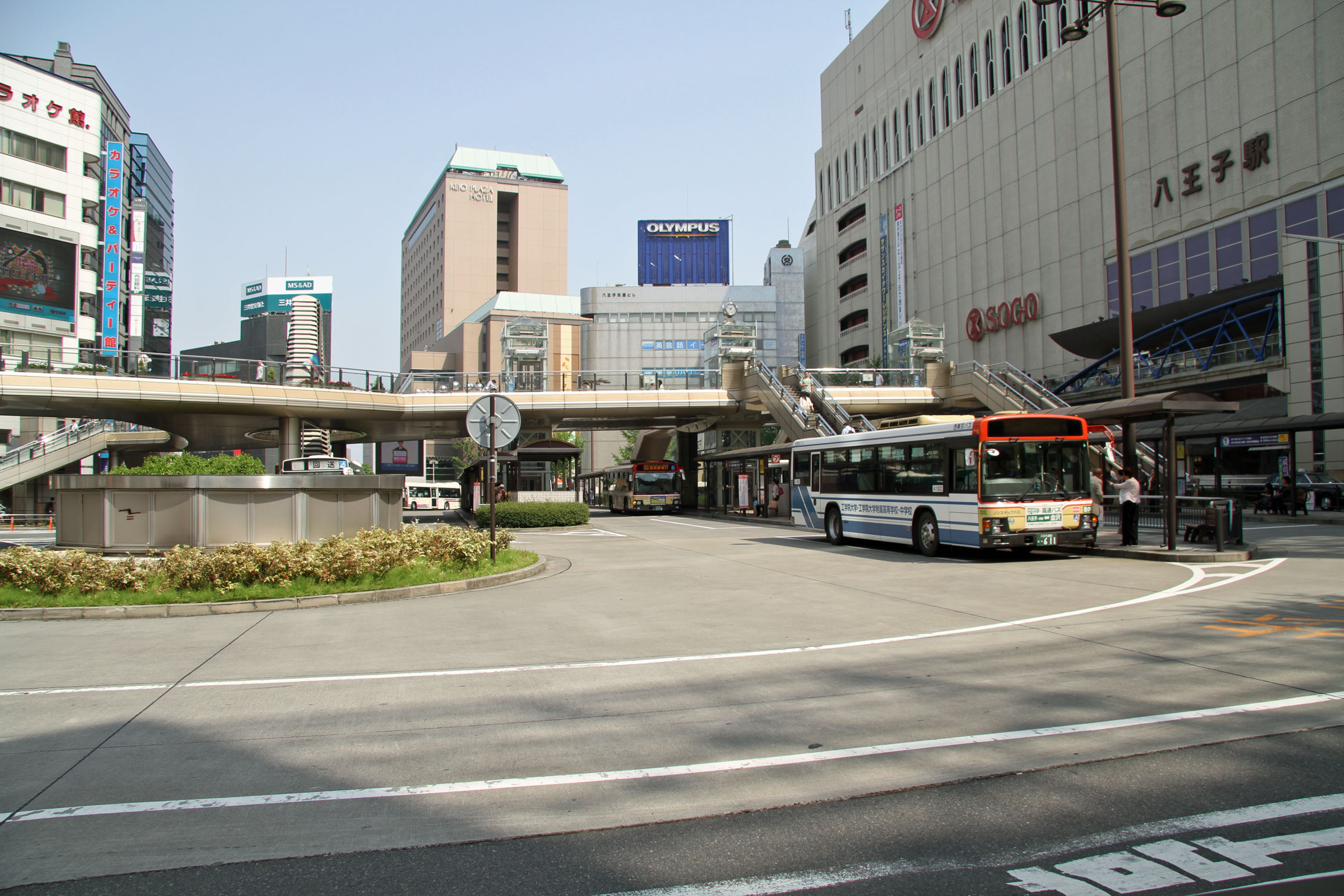
そごう八王子店とJR八王子駅北口バスターミナル（2010年）

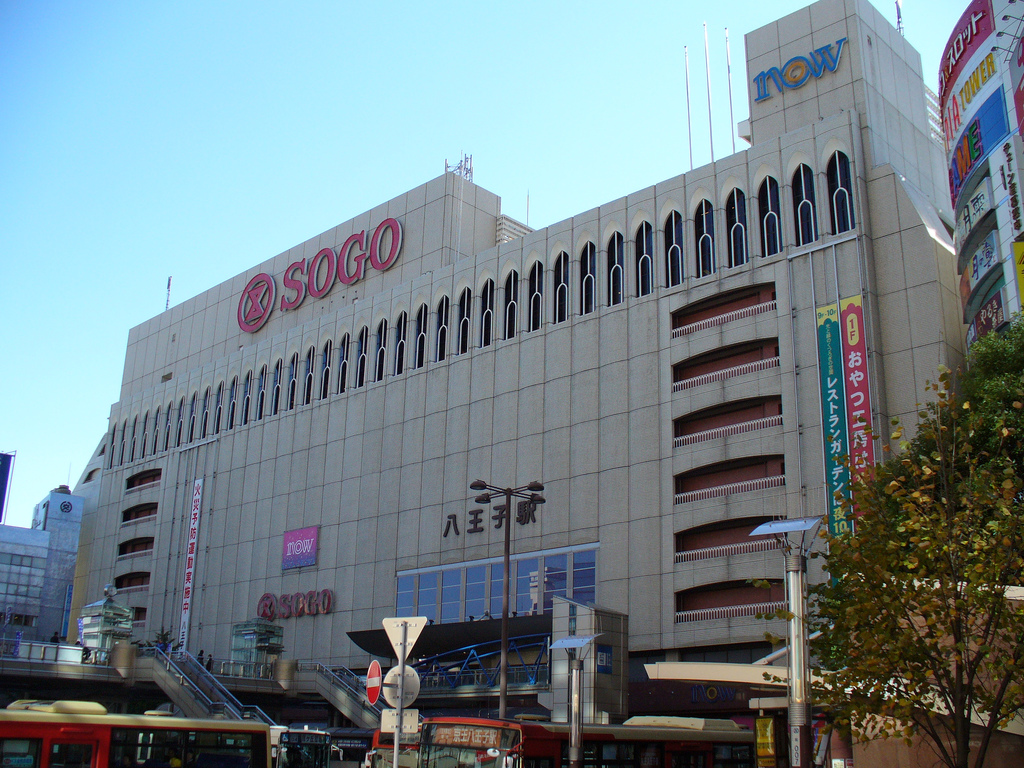
そごう八王子店と専門店街「八王子ナウ」（2006年）

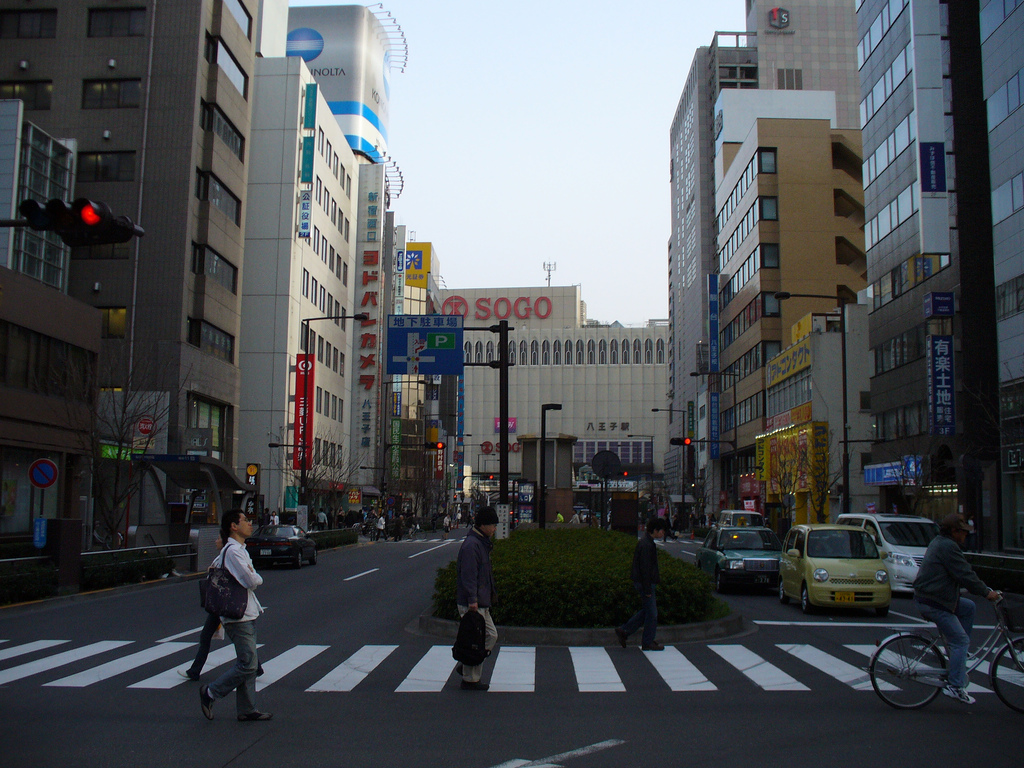
JR八王子駅北口の駅前メインストリートから、そごう八王子店を望む（2006年）

そごう八王子店（そごうはちおうじてん）は、東京都八王子市旭町1番1号にかつて所在したそごうの店舗。1983年（昭和58年）11月1日、八王子駅北口の駅ビル「八王子ターミナルビル」に八王子そごうと専門店街「八王子ナウ」（はちおうじナウ、Hachioji NOW）として開業した。そごうの経営破綻後、2012年（平成24年）1月31日に閉店し、同年10月に東日本旅客鉄道（JR東日本）グループの企業が運営するセレオ八王子北館としてリニューアルオープンした。
なお本項では、かつて店舗を運営していたそごうの子会社である株式会社八王子そごう（はちおうじそごう）についても記述する。駅ビルを運営していた企業についてはJR東京西駅ビル開発、現行の営業形態についてはセレオ八王子を参照のこと。

## 概要
1980年（昭和55年）8月1日 - 国鉄が駅ビル（民衆駅）運営会社として八王子ターミナルビル株式会社を設立。そごうが核店舗として出店を決定し、1982年（昭和57年）に店舗を運営するための地域子会社として株式会社八王子そごうを設立した。
翌1983年（昭和58年）11月1日、「八王子そごう」と専門店街「八王子ナウ」が開業した。売場面積は35,538m2となり、八王子駅周辺では最大規模の百貨店となった。
建物は地上11階・地下1階で、11階の屋上はプレイランドになっていた（屋上はセレオ八王子でも開放されている）。そごう時代の営業時間は10時から20時まで（レストランは11時から22時、一部店舗は22時30分まで営業）。

## 歴史
前述のとおり1983年（昭和58年）11月1日、専門店街「八王子ナウ」と共に開業。八王子大丸が1985年（昭和60年）に閉店し、八王子そごうは八王子を代表する百貨店の一つとして、西武百貨店八王子店や丸井八王子店としのぎを削った。1990年（平成2年）9月には増床し（5,070m2）、全館リモデルオープンした。
一方で、運営会社のそごうは1991年（平成3年）10月16日の川口そごう開業により、30店舗出店計画「トリプルそごう」を達成したものの、この頃から経営が悪化してゆく。2000年（平成12年）7月12日、そごうグループ22法人は民事再生法の適用を申請し事実上倒産。株式会社八王子そごう、株式会社横浜そごうほか計13社は再生計画が認可となった。
2002年（平成14年）2月、株式会社横浜そごうが、株式会社そごう（旧上場会社）を吸収合併し「株式会社そごう」に商号変更。傘下の再生各社を吸収合併し、百貨店運営会社を一本化した。翌2003年（平成15年）6月1日、そごうは西武百貨店と合併してミレニアムリテイリングが発足。ミレニアムリテイリングは2006年（平成18年）6月1日にセブン&アイ・ホールディングスの完全子会社となり、2009年（平成21年）8月1日には運営会社がそごう・西武となった。
そごう八王子店は2007年（平成19年）から「新生・八王子計画 2007 - 2009」のスローガンのもとで改装工事を行い、翌2008年（平成20年）3月6日に2階・3階・8階が、同年5月14日に1階がリニューアルオープン。そごうの経営破綻後も引き続きミレニアムリテイリング→そごう・西武の店舗として運営を続けてきた。
しかし2011年（平成23年）2月23日、親会社のセブン&アイ・ホールディングスは、そごう八王子店の営業赤字が続いたことを理由に、翌2012年（平成24年）1月31日をもって閉店することを発表した。
駅ビル管理会社のJR東京西駅ビル開発は、そごう閉店後に営業継続しながら改装工事に着手し、そごう撤退部分と「八王子ナウ」部分を一体化した上で、八王子駅南口の「セレオ八王子」と統合してリニューアルすると発表した。そごう閉店後は専門店街「八王子ナウ」部分のみで営業を継続していたが、2012年（平成24年）7月10日をもって「八王子ナウ」1階・3階の店舗が改装工事のため営業終了した。
そごう八王子店は予定どおり、2012年（平成24年）1月31日をもって閉店。そごう・西武のセブン&アイグループ移行後も生き残った都内唯一の店舗として営業継続していたが、八王子店の閉店により東京都内からそごうの店舗が消滅した。
専門店街「八王子ナウ」は同年10月24日まで営業し、翌10月25日より「セレオ八王子北館」としてリニューアルオープンした。これにより、八王子駅南口ビルと駅北口の八王子ターミナルビルが「セレオ八王子」として統合された。セレオ八王子北館はそごう時代の建物を生かして改装しており、建て替えはしていない。

## 沿革

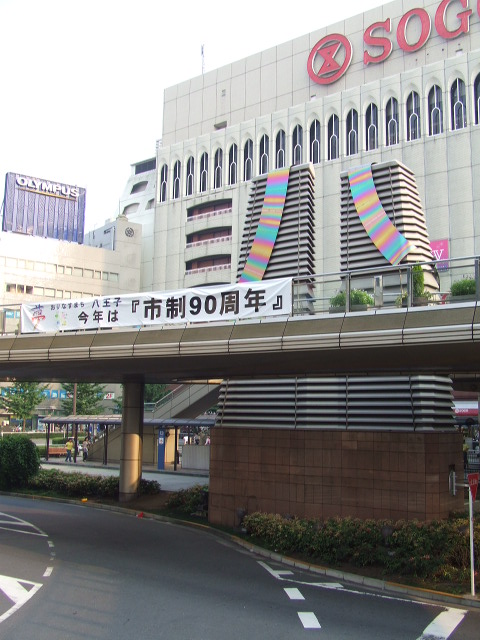
そごう八王子店と、JR八王子駅北口のペデストリアンデッキ「マルベリーブリッジ」。モニュメント「絹の舞」と八王子市制90周年を祝う垂れ幕（2006年）

- 1982年（昭和57年）- そごうが店舗を運営する地域子会社として「株式会社八王子そごう」を設立。
- 1983年（昭和58年）11月1日 - 八王子ターミナルビルに八王子そごう、専門店街「八王子ナウ」が開業[1]。
- 2000年（平成12年）7月12日、そごうグループ22法人が民事再生法の適用を申請し事実上倒産。株式会社八王子そごう、株式会社横浜そごうほか計13社は再生計画が認可となる。
- 2002年（平成14年）
  - 9月1日 - 株式会社そごう（旧株式会社横浜そごう）が傘下の再生各社を吸収合併し、百貨店運営会社を一本化する。
- 2003年（平成15年）
  - 6月1日 - 株式会社そごうが株式会社西武百貨店と合併して株式会社ミレニアムリテイリングが発足。
- 2006年（平成18年）
  - 6月1日 - ミレニアムリテイリングがセブン&アイ・ホールディングスの完全子会社となる。
- 2009年（平成21年）8月1日 - 株式会社そごうを存続会社として、株式会社ミレニアムリテイリングと株式会社西武百貨店を吸収合併し、株式会社そごう・西武に商号変更。ミレニアムリテイリングと西武百貨店の2社は解散[15]。
- 2011年（平成23年）
  - 2月23日 - そごう・西武の親会社であるセブン&アイ・ホールディングスが、そごう八王子店を翌2012年1月31日に閉店すると発表[10]。
- 2012年（平成24年）
  - 1月31日 - この日をもってそごう八王子店が閉店[10][2][3][4]。
  - 7月10日 - この日をもって「八王子ナウ」1階・3階の店舗が改装工事のため営業終了[14]。
  - 10月24日 - この日まで専門店街「八王子ナウ」は営業。
  - 10月25日 - 八王子ナウをセレオ八王子北館としてリニューアルオープン、既存の南館とともにセレオ八王子として統合。